# مینامی کوروسه
می‌نامی کوروسه (انگلیسی: Manami Kurose؛ زادهٔ ۲۵ دسامبر ۱۹۹۱) بازیگر، و خواننده اهل ژاپن است.